# جایزه آنری پوانکاره
جایزه آنری پوانکاره جایزه‌ای معروف است که از سال ۱۹۹۷ هر سه سال به سه ریاضی‌دان معروفی که در زمینه فیزیک ریاضی کار کرده باشد تعلق می‌گیرد. علت تشکیل این جایزه اهمیت فیزیک ریاضی است که به تازگی نمایان شده است. جایزه هر بار به ۳ ریاضی‌دان تعلق می‌گیرد. هیئت داوری انجمن بین‌المللی فیزیک ریاضی  است.این جایزه به افتخار آنری پوانکاره نام گذاری شده است.

## برنده‌های این جایزه
| سال  | مکان برگزاری | برنده جایزه |
| ---- | ------------ | --- |
| ۱۹۹۷ | بریزبن       | رودولف هاگ, آلمان ماکسیم کُنتسِویچ, روسیه آرتور وایتمن, ایالات متحده آمریکا                                                |
| ۲۰۰۰ | لندن         | جوئل لیبُویتس, ایالات متحده آمریکا والتر تیرینگ, اتریش هُرنگ-تسِر یائو, تایوان                                              |
| ۲۰۰۳ | لیسبون       | هوزیهیرو آراکی, ژاپن الیوت ه. لیب, ایالات متحده آمریکا عُدِد شْرام, اسرائیل                                                 |
| ۲۰۰۶ | ریودو ژانیرو | لودویگ فاددیف, روسیّه دیوید روئل, بلژیک/فرانسه ادوارد ویتن, ایالات متحده آمریکا                                           |
| ۲۰۰۹ | پراگ         | یُرگ فرولیش, سوئیس رُبرت سایرینگِر, اتریش یاکُو گریگُرویچ سینایی, روسیّه سدریک ویلانی, فرانسه                                  |
| ۲۰۱۲ | آلبورگ       | نالنی آنانتارمان, فرانسه فریمن دایسون, بریتانیا/ایالات متحده آمریکا سیلویا سِرفاتی, فرانسه بری سیمون, ایالات متحده آمریکا |

## وب سایت
http://www.iamp.org/page.php?page=page_prize_poincare